# Cyathula paniculata
Cyathula paniculata är en amarantväxtart som beskrevs av Lucien Leon Hauman. Cyathula paniculata ingår i släktet Cyathula, och familjen amarantväxter. Inga underarter finns listade i Catalogue of Life.